# 大韓民国の世界遺産
大韓民国の世界遺産（だいかんみんこくのせかいいさん）は、ユネスコの世界遺産に登録されている大韓民国国内の文化・自然遺産の一覧。
17件の世界遺産が登録されている。世界遺産登録の前段階となる暫定リストは13件ある。

## 文化遺産
| 世界遺産                     | 世界遺産 | 登録年 | 世界遺産登録基準 | 備考 |
| ---------------------------- | -------- | ------ | ---------------- | ---- |
| 石窟庵と仏国寺               |          | 1995年 | (1),(4)          |      |
| 海印寺大蔵経板殿             |          | 1995年 | (4), (6)         |      |
| 宗廟                         |          | 1995年 | (4)              |      |
| 昌徳宮                       |          | 1997年 | (2),(3),(4)      |      |
| 水原華城                     |          | 1997年 | (2),(3)          |      |
| 慶州歴史地域                 |          | 2000年 | (2),(3)          |      |
| 高敞、和順、江華の支石墓群   |          | 2000年 | (3)              |      |
| 朝鮮王陵                     |          | 2009年 | (3),(4),(6)      |      |
| 韓国の歴史的村落：河回と良洞 |          | 2010年 | (3),(4)          |      |
| 南漢山城                     |          | 2014年 | (2),(4)          |      |
| 百済歴史地域                 |          | 2015年 | (2),(4)          |      |
| 山寺、韓国の山地僧院         |          | 2018年 | (2),(4)          |      |
| 書院、韓国の性理学教育機関群 |          | 2019年 | (3)              |      |
| 伽倻古墳群                   |          | 2023年 | (3)              |      |
| 盤亀川流域の岩絵群           |          | 2025年 | (1),(3)          |      |

## 自然遺産
| 世界遺産                 | 世界遺産 | 登録年 | 世界遺産登録基準 | 備考 |
| ------------------------ | -------- | ------ | ---------------- | ---- |
| 済州の火山島と溶岩洞窟群 |          | 2007年 | (7),(8)          |      |
| 韓国の干潟               |          | 2021年 | (10)             |      |

## 複合遺産
なし

## 国境を越える世界遺産
なし

## 危機遺産
なし

## 文化的景観
なし

## 地域別

### ソウル特別市
- 宗廟
- 昌徳宮
- 朝鮮王陵

### 大邱広域市
- 書院、韓国の性理学教育機関群 - 道東書院

### 仁川広域市
- 高敞、和順、江華の支石墓群 - 江華の支石墓群

### 蔚山広域市
- 盤亀川流域の岩絵群

### 京畿道
- 水原華城
- 朝鮮王陵
- 南漢山城

### 江原道
- 朝鮮王陵

### 忠清北道
- 山寺、韓国の山地僧院 - 法住寺

### 忠清南道
- 百済歴史地域
- 山寺、韓国の山地僧院 - 麻谷寺
- 書院、韓国の性理学教育機関群 - 遯岩書院
- 韓国の干潟 - 舒川干潟

### 全羅北道
- 高敞、和順、江華の支石墓群 - 高敞の支石墓群
- 百済歴史地域
- 書院、韓国の性理学教育機関群 - 武城書院
- 韓国の干潟 - 高敞干潟
- 伽倻古墳群 - 酉谷里・斗洛里古墳群（朝鮮語版）

### 全羅南道
- 高敞、和順、江華の支石墓群 - 和順の支石墓群
- 山寺、韓国の山地僧院 - 仙巌寺、大興寺
- 書院、韓国の性理学教育機関群 - 筆岩書院
- 韓国の干潟 - 新安干潟、宝城～順天干潟

### 慶尚北道
- 石窟庵と仏国寺
- 慶州歴史地域
- 韓国の歴史的村落：河回と良洞
- 山寺、韓国の山地僧院 - 浮石寺、鳳停寺
- 書院、韓国の性理学教育機関群 - 陶山書院、紹修書院、屏山書院、玉山書院
- 伽倻古墳群 - 池山洞古墳群（朝鮮語版）

### 慶尚南道
- 海印寺大蔵経板殿
- 山寺、韓国の山地僧院 - 通度寺
- 書院、韓国の性理学教育機関群 - 藍渓書院
- 伽倻古墳群 - 大成洞古墳群、末伊山古墳群（朝鮮語版）、玉田古墳群（朝鮮語版）、松鶴洞古墳群（朝鮮語版）、校洞・松峴洞古墳群（朝鮮語版）

### 済州特別自治道
- 済州の火山島と溶岩洞窟群